# Mølholm Sogn
Mølholm Sogn er et sogn i Vejle Provsti (Haderslev Stift).
Da Mølholm Kirke blev indviet i 1952, blev Mølholm Sogn udskilt fra Vinding Sogn, der hørte til Holmans Herred i Vejle Amt og udgjorde en selvstændig  sognekommune. Ved kommunalreformen i 1970 blev Mølholm sammen med Vinding indlemmet i Vejle Kommune.
I Mølholm Sogn findes følgende autoriserede stednavne:
- Eskholt (bebyggelse)
- Mølholm (bebyggelse)
- Vindingland (bebyggelse)